# Johannes Otzen
Johannes Otzen (né le 8 octobre 1839 à Sieseby (duché de Schleswig) et mort le 8 juin 1911 à Grunewald, un quartier de Berlin depuis 1920) est un architecte prussien (spécialisé dans les édifices sacrés protestants), urbaniste, théoricien de l'architecture et professeur d'université. Il travaille principalement à Berlin et dans d'autres régions nord-allemandes. Otzen réalise l' urbanisme global de la colonie de villas berlinoises de Lichterfelde (de) et de l'actuel quartier de Friedenau.

## Biographie
Johannes Otzen est le fils d'un professeur d'école du village qui joue également de l'orgue d'église. Otzen apprend pendant trois ans un métier classique du bâtiment et devient menuisier. Viennent ensuite des études à l'École royale des métiers du bâtiment de Nienburg (de) et, à partir de 1859, à l'École polytechnique d'Hanovre . Ici, il rejoint l'équipe d'État de Slesvico-Holsatia, plus tard le Corps Slesvico-Holsatia (de). Il est l'élève de Conrad Wilhelm Hase, dans l'atelier duquel il devient directeur de construction après avoir terminé ses études. Après avoir réussi le second examen d'État, il est nommé maître d'œuvre du gouvernement prussien (évaluateur dans l'administration publique des constructions), poste qu'il occupe dans la province du Schleswig-Holstein à partir de 1866. C'est à cette époque que la décision relative au projet d'Otzen est prise dans le cadre d'un concours d'architecture pour la construction de l'église Saint-Jean d'Altona (de), qu'il réalise également. À la fin de sa vie, il a construit 22 églises, dont l'église de cercle de Wiesbaden  est l'une des plus importantes.
Un autre point culminant de son travail est la création de colonies de villas représentatives. Otzen a déjà exécuté ses premières commandes pour l'entrepreneur en construction et spéculateur immobilier Johann Anton Wilhelm von Carstenn (de) et devient représentant général de son entreprise en 1869. Dans cette collaboration, Otzen planifie le développement urbain global de la colonie de villas modèles de Lichterfelde (de), que Carstenn commence à Berlin en 1863, qui se transforme rapidement en un grand succès et donne le style à d'autres installations. Otzen se voit ensuite confier par Carstenn la planification de grandes installations dans d'autres banlieues berlinoises de l'époque, comme Friedenau, dont il crée également le plan de développement à partir de 1871. En 1874, Otzen se met à son compte ; une petite fortune lui permet de construire gratuitement l'église Saint-Jacques de Kiel (de).
Pour la peinture des églises, Johannes Otzen fait surtout appel à Hermann Schmidt d'Hambourg et Otto Berg (de) de Berlin, qui réalisent également occasionnellement des peintures figuratives, mais il préfère les faire réaliser par les deux peintres de Düsseldorf Wilhelm Döringer (de) et Bruno Ehrich (de).
En tant que lauréat de nombreux concours d'architecture, Otzen est nommé professeur à la nouvelle université technique de (Berlin-)Charlottenburg en 1878. Ses étudiants là-bas comprennent notamment Fernando Lorenzen (de). Otzen prend Johannes Vollmer comme assistant. Ils se sont rencontrés et sont devenus amis à Hanovre ; Le jeune Vollmer est l'employé d'Otzen dans son entreprise de construction de 1869 jusqu'à la fin des années 1870. En 1885, Otzen s'installe à l'Académie prussienne des Arts de Berlin, où il continue à former des étudiants en architecture dans un atelier de maître. L'architecte Jürgen Kröger, qu'il fait entrer dans son cabinet en 1882, est directement impliqué dans la formation en tant qu'employé de son cabinet privé. En 1888, Otzen est nommé conseiller privé.

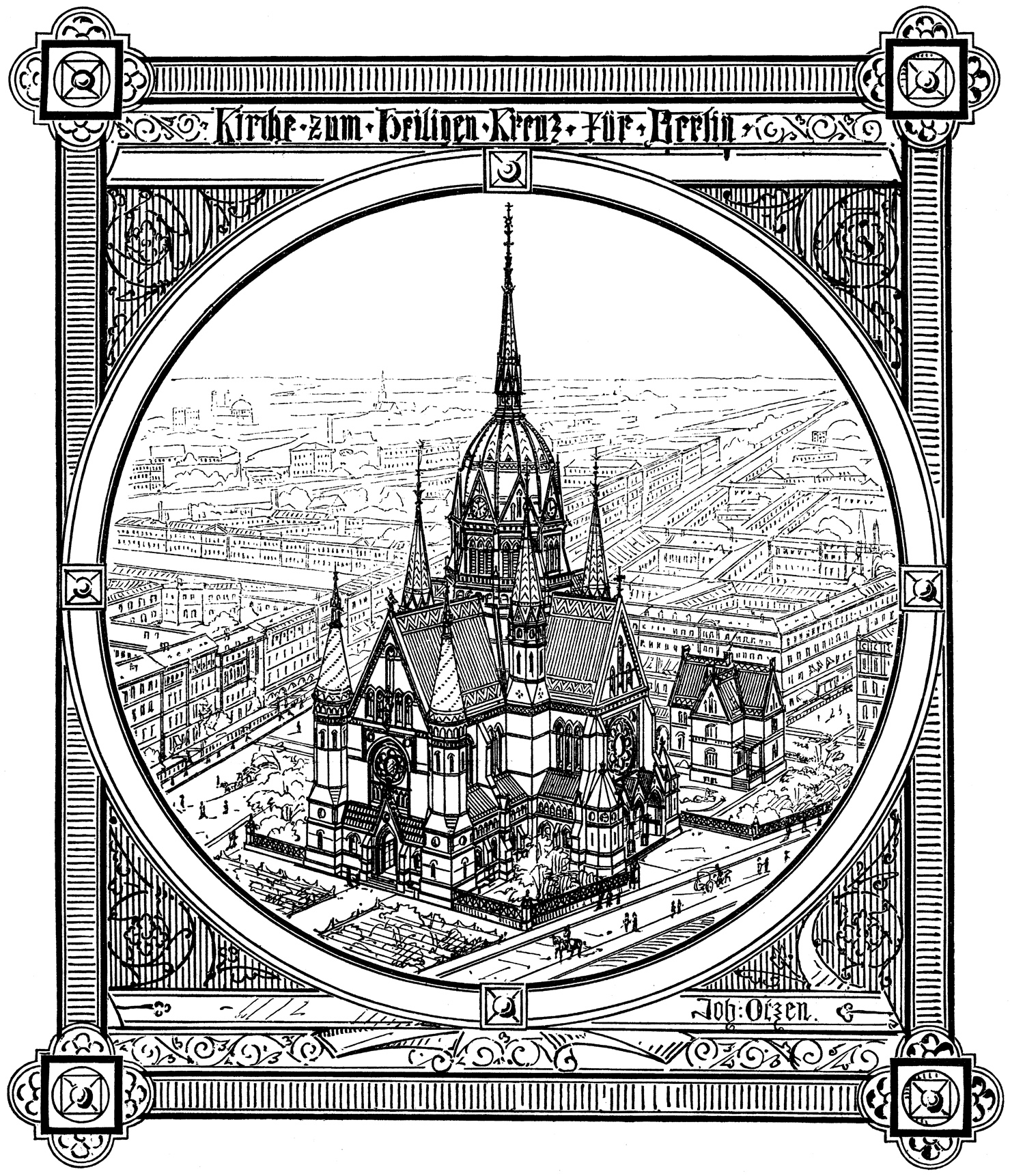
Église Sainte-Croix de Berlin-Kreuzberg ; Dessin de Johannes Otzen

La construction de la première église, conçue selon le programme de Wiesbaden (de) du pasteur de Wiesbaden Emil Veesenmeyer (de), a acquis une signification historique. Avec la troisième église protestante de Wiesbaden, construite entre 1889 et 1894 et appelée plus tard « Église de cercle », les règlements d'Eisenach (de) qui étaient en vigueur jusqu'alors ne le sont de facto plus. Cela marque le début d'une nouvelle ère dans la construction d'églises protestantes, dans laquelle les règles stylistiques étroites sont abandonnées et la fonction d'un bâtiment d'église est à nouveau remise en question. D'une part, le concept spatial est développé sans compromis à partir des exigences optiques et acoustiques d'une église de prédication protestante. D'autre part, Otzen reste lié à la tradition médiévale de construction d'églises et utilise des éléments architecturaux gothiques (en accord avec ses origines en tant qu'élève de Conrad Wilhelm Hase), mais il est allé encore plus loin dans l'histoire et les combinent avec des éléments romans pour créer son style typique. « style transitionnel » issu du néo-roman et du néo-gothique.
Avec ses bâtiments religieux, Otzen s'éloigne ensuite des modèles traditionnels et a suivi une architecture fonctionnelle, tout en restant attaché au langage formel médiéval. Bien que ses conceptions spatiales soient plus proches de la tradition baroque qu'il ne l'aurait lui-même admis, il rejette le néo-baroque et critique (lors d'un congrès pour la construction d'églises protestantes à Berlin en 1894) « l'admiration excessive de l'église Notre-Dame de Dresde en tant qu'idéal de l'architecture ». Bâtiment de l'église protestante ». Cette polémique, au sommet de sa carrière, est dirigée contre ses collègues les plus progressistes comme l'historien de l'art Cornelius Gurlitt. Ceux-ci propagent une réorientation du style médiéval vers le style baroque, pour des considérations artistiques générales, c'est-à-dire pas seulement en relation avec les espaces de culte. Après tout, Gurlitt exige également que les bâtiments d’église soient principalement utilisés pour le culte : « La construction d’églises protestantes est avant tout un aménagement intérieur. » L'auteur du programme de Wiesbaden, Emil Veesenmeyer, suit Gurlitt sur cette question et est l'un des admirateurs de l'église Notre-Dame de Dresde.

En tant que président de l'Académie des Arts, Otzen organise une cérémonie le 1er août 1900, il donne une conférence au Congrès international des architectes de l'École nationale supérieure des beaux-arts de Paris, qui suscite beaucoup d'attention, notamment en France, dans laquelle il s'oppose vivement au mélange des styles de l'éclectisme :

« Une construction logique et saine, basée sur une connaissance claire de tous les processus statiques, doit non seulement constituer la base d'une construction efficace, mais aussi se manifester en tant que telle. »

 Il promeut ainsi – sans vouloir exactement ça – l'Art nouveau, dans lequel la plupart des églises sont ensuite construites selon le programme de Wiesbaden.
Le 8 juin 1911, Johannes Otzen décède à Berlin dans sa villa de Grunewald, Hagenstrasse 39. Il est enterré au cimetière de Neuen Wannsee, sur la Lindenstraße. L'ensemble de la sépulture a une largeur de 5,60 mètres. La magnifique tombe murale néogothique est conçue par l'architecte et sculpteur Curt Stoeving (de) (1863-1939), artiste membre de l'association d'artistes berlinoise Werkring (de). L'exécution est réalisée par le maître tailleur de pierre Paul Wimmel. La pierre tombale porte la signature (d'exécution) C S 1912 . Au centre, on peut voir un haut fronton avec des ornements néogothiques, flanqué à gauche et à droite de deux anges de 1,40 mètre de haut. Celui de droite tient dans ses mains la maquette d'une église. Sur un pilier, on peut voir le portrait en relief d'un mètre de haut de Johannes Otzen. La tombe se trouve dans la section AT-22. Elle a été dédiée à la ville de Berlin comme tombe honorifique jusqu'en 2009.
Otzen a quatre filles et un fils, Robert Otzen (de).

## Honneurs
- 1894 : Ordre de l'Aigle rouge prussien de 3e classe[5]
- 1894 : Croix de Chevalier de 1re classe de l'Ordre de Vigilance de la Maison Grand-ducale saxonne ou du Faucon Blanc[6]
- 1898 : Ordre prussien de la Couronne de 2e classe[7]
- 1904 : Ordre prussien de l'Aigle rouge de 2e classe[8]
- 1907 : Étoile de l'Ordre prussien de la Couronne de 2e classe[9]
- Président d'honneur de l'association de soutien aux architectes, ingénieurs et techniciens[10]

À Hambourg-St. Pauli, la rue qui passe devant l'église de la paix (de) qu'il a conçue, est baptisée  Otzenstraße. Il existe également une Otzenstrasse à Berlin, à la périphérie du quartier de Friedenau qu'il a conçu.

## Bâtiments (sélection)

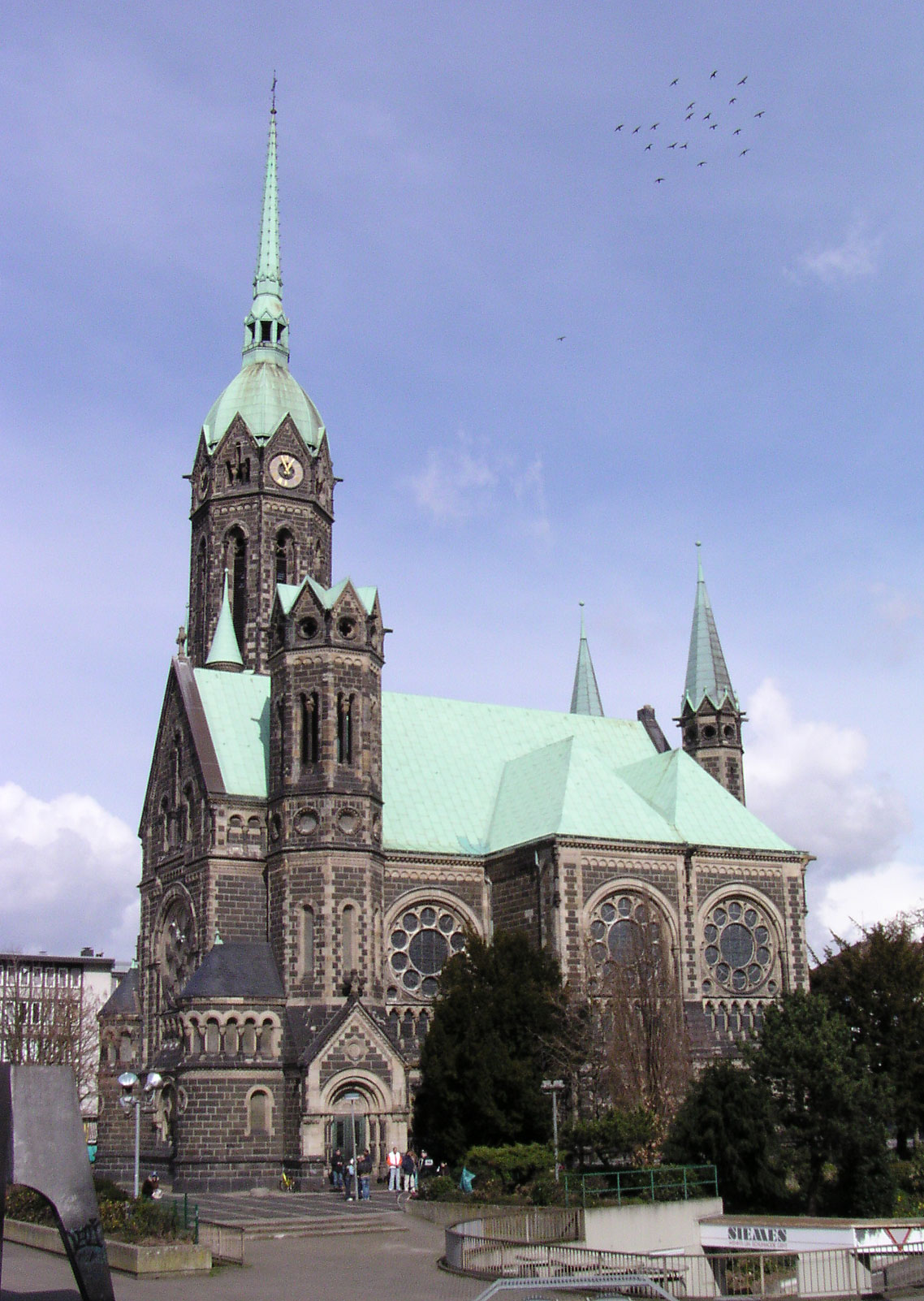

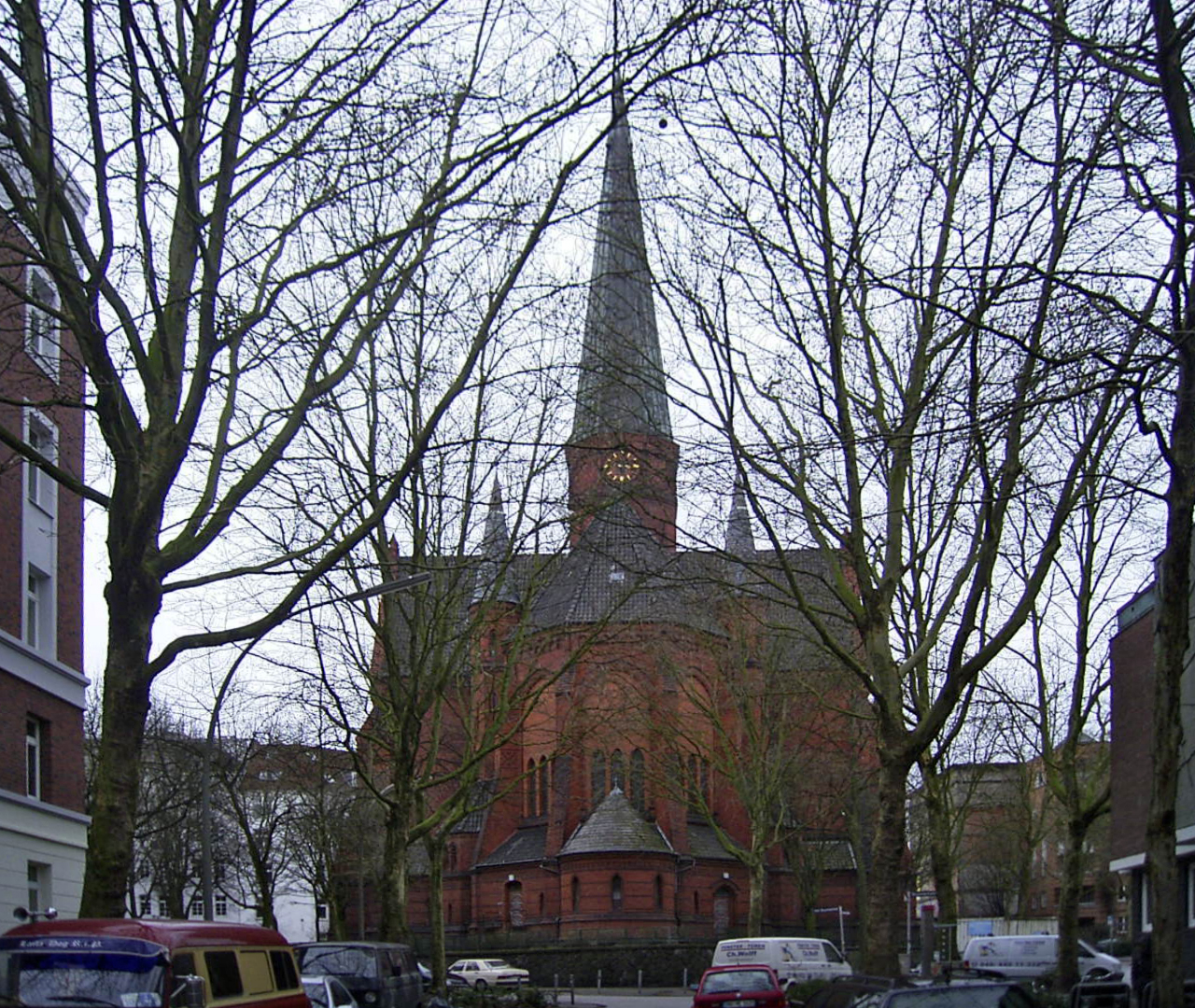
Église de la paix à Hambourg-St.Pauli

- 1868-1869 : maison de marchand Hansen (de) à Flensbourg
- 1868-1870 : école Empereur-Charles d'Itzehoe (de)
- 1868-1873 : église Saint-Jean d'Altona (de)[11]
- 1872-1874 : Flora (de) à Charlottenbourg, démolie en 1904
- 1877 : tour de l'église Saint-Nicolas de Flensbourg
- 1878-1880 : tour de l'église Sainte-Marie de Flensbourg (de)
- 1879 : église de la montagne de Wiesbaden (de)
- 1880 : monument aux morts de l'arrondissement pour les morts des guerres de 1864, 1866 et 1870/1871 sur l'esplanade de Thorn[12]
- 1881-1882 : bureau de poste à Thorn [12]
- 1882–1883 : maison d'été de la famille Otzen à Wannsee, Am Sandwerder 9 (avec l'intérieur partiellement conservé et les jardins sous protection des monuments)
- 1882-1884 : église du Christ d'Hambourg-Eimsbüttel (de)[11]
- 1882-1885 : église Sainte-Gertrude d'Hambourg-Uhlenhorst (de)[11]
- 1882-1886 : église Saint-Jacques de Kiel (de)
- 1884 : église Saint-Pierre d'Altona (de)[11]
- 1885 : bâtiment d'accueil de la gare de Flensbourg (de) (démoli en 1953)
- 1885 : église de la paix d'Hambourg-Eilbek (de) (avec Johannes Vollmer)[13]
- 1884-1888 : église Sainte-Croix à Berlin-Kreuzberg
- 1886-1888 : église du Sauveur (de) à Leipzig-Plagwitz
- 1889-1892 : église Saint-Paul de Dessau (de)
- 1892-1894 : église des Apôtres de Ludwigshafen (de)
- 1893 : église de Waldau (de) à Bernbourg-Waldau
- 1893-1895 : église de la paix d'Hambourg-St. Pauli (de)[14],[11]
- 1894 : église réformée (de) de la Liberté à Wetter (Ruhr), Burgstraße 15 (monument classé)
- 1894 : tour de l'église de la ville Saint-Laurent d'Itzehoe (de)
- 1890-1894 : église Luther d'Apolda (de)[15]
- 1891-1894 : église Luther de Berlin-Schöneberg (de), direction de la construction par Moritz Korn (de), employé d'Otzen
- 1892-1894 : église de cercle de Wiesbaden[16]
- 1894-1896 : tour et réaménagement de l'église de la ville Saint-Laurent d'Itzehoe (de)
- 1894–1898 : église du cimetière (de) d'Elberfeld (Wuppertal)
- 1897 : église Saint-Georges de Berlin-Mitte (de) (sérieusement endommagée pendant la Seconde Guerre mondiale, démolie en 1949)
- 1902 : Église protestante principale de Rheydt (de)[17],[18]

## Publications
- Ausgeführte Bauten von Johannes Otzen. (Mappenwerk, 7 Mappen mit zusammen 160 Tafeln), Ernst Wasmuth (de), Berlin, 1894–1905.